# Ricardo Díez-Hochleitner
Ricardo Díez-Hochleitner (* 11. August 1928 in Bilbao; † 1. April 2020 in Madrid) war ein Bildungsreformer, international bekannter Verleger und Ehrenpräsident des Club of Rome.

## Leben
Díez-Hochleitner studierte Betriebswirtschaft an der Universität Salamanca und der Georgetown University sowie Chemie an der Technischen Universität Karlsruhe, wo er 1955 promovierte. Von 1951 bis 1955 arbeitete er als Universitätsprofessor in Spanien und Kolumbien. Anschließend machte er Karriere als Bildungsreformer in internationalen Organisationen wie der UNESCO und OAS, wo er federführend an der Entwicklung weltweiter Bildungsprogramme arbeitete. Díez-Hochleitner war Planungsdirektor für das Erziehungswesen in Kolumbien und Staatssekretär im Ministerium für Erziehung und Wissenschaft in Spanien.
Neben und nach seiner bildungspolitischen Karriere arbeitete Díez-Hochleitner auch als Verleger. Von 1977 bis 2001 war er Vizepräsident der Timon Holding, zu der unter anderem die Grupo Santillan und El País gehörten. International bekannt wurde Díez-Hochleitner als Präsident des Club of Rome (1991 bis 2000). Die Organisation gilt als „Gewissen der Menschheit“.
Díez-Hochleitner war verheiratet und hatte mehrere Kinder. Sein gleichnamiger Sohn Ricardo Díez-Hochleitner Rodríguez (* 1953) ist ein spanischer Diplomat.

### Engagement
Díez-Hochleitner war unter anderem Mitbegründer des Weltforums der Netzwerke der Zivilgesellschaft (UBUNTU) und Vorstandsmitglied des International Institute for Democracy and Electoral Assistance (IDEA). Zudem war er Mitglied der Europäischen Akademie der Wissenschaften und Künste, zwischenzeitlich als deren Vizepräsident. In Deutschland wirkte Díez-Hochleitner unter anderem im Beirat der gemeinnützigen Bertelsmann Stiftung (1993 bis 1998) und als Wegbereiter des Deutsch-Spanischen Forums. Außerdem leitete er den internationalen Beraterstab der Weltausstellung EXPO 2000 in Hannover.

### Auszeichnungen
Díez-Hochleitner wurde mehrfach ausgezeichnet, darunter mit dem Großen Verdienstkreuz der Bundesrepublik Deutschland (2008). Er war mehrfacher Ehrendoktor:
- 1993: York University (Kanada)
- 1992/1994: Sōka-Universität (Japan)
- 1994: American University (Vereinigte Staaten)
- 1996: Universität Bukarest (Rumänien)
- 1998: Universidad San Francisco de Quito (Ecuador)
- 2005: Autonome Universität Madrid (Spanien)